# Biccherna

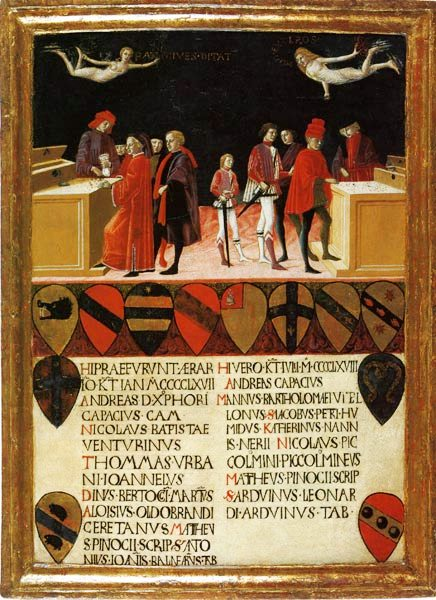
Le Finanze del Comune in Tempo di Pace e in Tempo di Guerra (1468), Tavoletta di Biccherna.

La Biccherna fut la principale magistrature financière de la ville de Sienne de 1257 à 1786.
Elle était constituée d'un camerlingue, de quatre inspecteurs (les provéditeurs (provveditori) recrutés parmi la noblesse) et d'autres subalternes officiels. Depuis l'annexion de Sienne par le grand-duché de Toscane, son rôle a été limité au contrôle des finances.

## Fonction
Cet Office des finances de la Commune, édictait tous les décrets : ainsi une réglementation exigeante fut décidée pour l'édification  des palais privés et des maisons bordant la place du Campo : limitation  des balcons et des portiques, interdiction  (décrets de 1297) de terrasses fermées par des balustrades donnant sur la place  pour n'avoir que des fenêtres bifores, à doubles arcades, visibles de la place par unification architecturale.

## Des registres devenus des œuvres d'art
Par métonymie biccherne (pluriel de biccherna) a désigné les registres semestriels (les tavolette di Biccherna), bilans administratifs et livres de comptes de cette même magistrature (avec la Gabella), qui, couvert de tablettes de bois, ont comporté les peintures des meilleurs artistes de la cité.

## Sources
- (it) Cet article est partiellement ou en totalité issu de l’article de Wikipédia en italien intitulé « Biccherna » (voir la liste des auteurs).
- Inventaire d'Enzo Carli
- Plaquette officielle des Archivio di Stato, Siena, Museo delle Biccherne (ISSN 1592-2111)